# 依雲
依云（法語發音：[evjɑ̃]），是來自數個靠近法國埃維昂萊班水源的一個礦泉水品牌，位於日內瓦湖南岸，与瑞士的洛桑隔岸相望。
依云矿泉水公司（SAEME）由法国跨国公司達能集團所有，为仅次于雀巢饮用水公司销量世界二的饮用水公司（以体积计算）。除矿泉水之外，达能集团还将依云的名字用于一系列有机护肤产品、以及法国的豪华度假村。
在流行文化中，依云被描绘成一种奢侈而昂贵的瓶装水。它在阿加莎·克里斯蒂的推理小說《東方快車謀殺案》中被命名，在好莱坞名人中受到欢迎。
依云的水源地在阿尔卑斯山中的上萨瓦省埃维昂莱班市，水则在皮布利耶市的工厂罐装，此工厂同时也生产使用的聚对苯二甲酸乙二酯（PET）瓶。
依云水销量最高的市场分别为：法国、比利时、英国、瑞士。在美国进口饮用水市场中也有着不错的表现。依云在日本则为市占率第二高的进口饮用水品牌。
依云的年产量为15亿升，其中40 %销售给了法国市场。依云在法国不含气矿泉水市场中占有18 % 的份额，第二位则是雀巢公司的 Contrex。
依云最开始只在药店中出售，现在已成为世界上许多国家高端产品的象征。

## 历史

### 起源
- 1789年，在步行期间，让-夏尔·的拉泽侯爵发现了一个叫做卡沙的人的圣卡特里娜泉[2]。患有肾脏和肝脏问题的侯爵，每次散步都来饮用泉水，并声称这个神泉治愈了他的疾病。后来医生开始给病人开出饮用此处泉水的处方。迅速的成功使卡沙先生马上把水源封闭起来并开始出售。
- 1824年，第一家温泉开放，圣卡特里娜水源地改名为卡沙水源地
- 1826年，萨伏依公爵发出依云水的罐装许可，当时水被装在泥壶中
- 1827年，卡沙建立了热泉疗养中心使当地称为了著名的温泉城
- 1829年，第一家矿泉水公司成立
- 1859年，卡沙矿泉水股份有限公司成立
- 1860年，在萨伏依划归法国后，公司也成为法国公司
- 1868年，法国卫生部在得到国立医学科学院后延长了卡沙水源地的罐装许可
- 1869年，在1864年颁布的法令中，生产水的公司改为股份有限公司，并以水源地所在城市的名字埃维昂莱班命名[2]
- 1892年，水源地市政府是水源的所有者，直到1927年政府将水源租给私人公司以收取租金
- 1901年，依云水开始被装在玻璃大肚瓶中出售
- 1908年，玻璃瓶装依云开始上市，瓶子由 Souchon-Neuvesel（BSN 的前身）生产
- 1926年，卡沙水源地被认定为有公共利益的地点

### 战后
- 1960年，与波多建立联盟
- 1964年，被 BSN 公司（达能的前身）收购25 % 的股份
- 1965年，在皮布利耶市建立灌瓶厂，水通过不锈钢管道从三公里外的水源地埃维昂莱班送来
- 1969年，第一次推出PVC瓶装产品
- 1970年，BSN 公司（达能的前身）全资收购依云公司
- 1978年，进入美国市场。
- 1980年，推出2升装产品
- 1984年，依云热泉治疗中心开业
- 1985年，推出螺旋瓶盖产品
- 1989年，多瓶装产品包装加装提手
- 1992年，为1992年冬季奥林匹克运动会推出玻璃瓶装产品
- 1995年，全球第一家推出可压缩的 PET 瓶产品[3]
- 1998年，依云与 Virgin Records 和百代合作为混合专辑 Club Nation。 这张专辑包括许多依云的广告，包括封面上的标志，小册子中的六页全页，CD上依云水的图片。
- 1999，推出千禧年特别版
- 2000年，推出750毫升 Évian Nomade 产品
- 2001年，推出9款美妆产品 Evian Affinity[4]（授权强生公司生产[5]）
- 2004年，推出压缩1升装产品
- 2009年，推出品牌口号“Vivons jeune”以替换旧的“Évian, déclarée source de jeunesse pour votre corps” [6]
- 2011年，1.5升产品减轻塑料瓶质量[7][8]
- 从2011年开始，侍酒师博物馆收藏依云水

### 世界范围的广告
依云在世界范围内的广告投放首先在互联网上开始 largement relayée sur internet。2009年广告 Roller Babies 在网上被大量转发，此广告在2009年伦敦国际奖最佳视觉效果获得金奖。依云经常结合传统媒体和新媒体进行广告投放。
目前依云的口号是“Live Young”。
大衛·拉切貝爾拍摄了一个依云的广告，广告中的超级名模旁边是一个被 Joanne Gair 涂成石头的的依云泉。

## 环境主义
2008年4月，Evian创建了Evian水保护研究所，根据《拉姆萨尔公约》开展了三个水和湿地管理项目。 项目将要进行的三个领域是：泰国的Bung Khong，阿根廷的La Plata盆地和尼泊尔的Jagdishpur水库。Evian还主动通过将消费后回收的PET塑料加入到销售量最大的瓶子中来削减自己的能源和水的使用。该公司与RecycleBank合作，努力让消费者回收利用。 Recyclebank是一家授予奖励的公司，根据他们回收的材料数量给参与的家庭兑换积分。

## 产品

### 法国市场
依云在世界各地都有不同容量包装的产品，在法国市场，依云的产品有：
- 8瓶装330毫升饮用水
- 6瓶装500毫升
- 4瓶装750毫升（玻璃瓶）
- 1升装（单瓶或四瓶装出售）
- 1.5升装（单瓶或4/6/8瓶装出售）
- 2升装（单瓶或6瓶装出售）
- 50毫升喷雾
- 150毫升喷雾
- 300毫升喷雾
- 400毫升喷雾
- 200毫升水滴瓶
- 370毫升水果植物调味水
- 370毫升 Kusmi Tea 依云水

### 护肤品
Evian Affinity 是依雲的全天然護膚產品線。在2004年23款新產品加入到其有組織的產品線，包括調色劑、潤膚膏與乳液。產品分為四個種類。

## 玻璃瓶限量版
每年年末或其他特殊时节（如1992年阿尔贝维尔冬奥会），依云都会在全世界与高端成衣品牌联名推出高端玻璃瓶的限量版产品。2010年依云共售出了180万瓶玻璃装限量版产品。近几年依云也开始和高端定制品牌合作。

### 克里斯汀·拉克鲁瓦
2007年，法國時裝設計師克里斯蒂安·拉克鲁瓦（Christian Lacroix）与依云合作推出了限量版玻璃瓶装水，瓶身灵感来自穿着长裙的女士，形似阿尔夫山脉（依云品牌标志）。在推出的99款瓶身中，有些甚至进入了拍卖市场，有些则被送给公众人士。

### 让·保罗·高缇耶
2008年末，法國時尚設計師让·保罗·高缇耶（Jean-Paul Gaultier）与依云推出了联名玻璃瓶。产品分为高级成衣和高订两款。这款水也在合作伙伴利奥尼达巧克力店中出售。

### Paul Smith
2009年的联名款由英國時尚設計師保羅·史密斯（Paul Smith）设计，共分为五款，都有着品牌标志性的多彩线条。

### 三宅一生
2010年的限量款由日本時尚設計師三宅一生设计，瓶身被花朵装点，灵感来源于设计师的Pleats Please 品牌的百褶裙。

### Courrèges
2011年的设计由法國時尚设计师安德烈·庫雷熱（André Courrèges）完成，六十年代风格品牌的瓶子由白色和粉色花朵装点。产品在科莱特商店提前出售。
从2010年开始，顾客可以在网站上选择激光刻字定制自己的玻璃瓶。

### Diane von Fürstenberg
2013年的依云限量瓶由比利時時裝設計師黛安‧馮‧佛絲登寶格（Diane von Fürstenberg）设计。

### Elie Saab
2014年的依云限量瓶由黎巴嫩時裝設計師艾莉·薩博（Elie Saab）设计。

### 與法國時尚品牌 KENZO 合作
在2015年，依云選擇與法國著名時尚品牌凱卓（KENZO）合作，利用顏色及圖案設計出玩味十足的瓶身，引來世界各地奢侈品收藏家的青睞。瓶身風格大膽獨特，令不少時裝愛好者愛不惜手，甚至造成一瓶難求的風潮。該纪念瓶的官方定價為99美元，但由於其限量供應和售買地點多為奢侈百貨，它的炒賣價可達原價的3至5倍。

### 王大仁
2016年的依云限量瓶由臺裔美國時尚設計師王大仁设计。

## 在法国国民议会的游说计划
依云为法国国民议会的注册利益代表。公司在2015年披露每年在国会的直接游说活动花费不超过一万欧元。

## 品牌形象大使
- 玛丽亚·莎拉波娃
- 斯坦·瓦夫林卡[28]

## 註解
1. ↑  早期在台灣譯為「愛維養」

## 外部連結
- evian官方網站 （页面存档备份，存于）
- 依雲的Facebook專頁
- YouTube上的依雲頻道